# 王良一
王良一（仙后座β，符號縮寫為β Cas），官方名稱為Caph /ˈkæf/，是位於仙后座中的一顆盾牌座δ型變星。它是一顆巨星，在光譜分類上屬於F2，是一顆視星等+2.27等白色的恆星，絕對星等為+1.16等。

## 命名法
在拜耳命名法中，它的名稱是仙后座β（Beta Cassiopeiae）。它也有傳統的名字Caph（來自阿拉伯語單詞‎ ，"palm"即為來自昴星團）；Chaph and Kaff，以及al-Sanam al-Nakah（"駱駝駝峰"）。在2016年，國際天文學聯合會組織了一個恆星名稱工作組（WGSN） 對恆星的專有名稱進行編目和標準化。WGSN於2016年7月發佈的第一份公告，在其核准的前兩批恆星名稱表中，確認其傳統名稱為Caph。
最初，前伊斯蘭阿拉伯語的術語al-Kaff al-Khadib是指由仙后座W組成的五星，描繪了一隻沾滿指甲花的手。現在這個詞被限縮了，不知何故只表示王良一這顆恆星。舊的"髒手"是從昴宿星團延伸而來，名為"圖拉亞"星群的一部分，它的"頭"穿過金牛座和英仙座進入仙后座，而另一隻"手"在鯨魚座 。
在中國，王良這個星官屬於二十八宿中的奎宿，成員還有仙后座κ、仙后座η、仙后座α和仙后座λ組成的星群，王良一則是仙后座β。因此，王良一（星官王良的第一顆星）是仙后座β本身的中國名稱。
與仙女座α（Alpheratz）和飛馬座γ（Algenib）一起，王良一（仙后座β）是被稱為標誌分點線的"三嚮導"的三顆明亮的恆星之一。這是一條假想的直線，從仙后座的王良一朝正南穿過仙女座的壁宿二，飛馬座的壁宿一到達天球赤道，在每年秋分和春分時，太陽的路徑（黃道）穿過它。

## 能見度
王良一的平均視星等（V波段）為+2.27，是構成仙后座"W"的五顆恆星之一，毗鄰更亮的王良四（仙后座α）。傳統上被稱為第谷之星的SN 1572，於1572年出現在王良一西北約5度處。
做為北半球天空深處的一顆恆星，王良一在北半球的群星中很突出，但在南半球卻不易看到。對於澳洲塔斯馬尼亞州的民眾來說，仙后座不會上升到地平線以上，如果一個人在凱恩斯，則只會出現在很低的位置。

## 系統
王良一是一顆黃白色的巨星，恆星光譜分類為F2 III，表面溫度約為7000 K。它的大小是太陽的三倍多，亮度是太陽的28倍，絕對星等為+1.16。它曾經是一顆A型恆星，質量大約是太陽的兩倍，它現在正在冷卻和膨脹成為一顆紅巨星的過程中。它的核心可能已經耗盡了氫氣，正在收縮和加熱，而它的氫氣外殼正在膨脹和冷卻。恆星在這種狀態下花費的時間不會很長，因此相對不常見這樣的恆星。王良一的星冕異常微弱。。
王良一是一顆盾牌座δ型變星，事實上，它是這種變星中第二亮的恆星，僅次於河鼓二（牛郎星）。它是一顆單週期脈動星，亮度以2.5小時的週期在+2.25至+2.31等的範圍內變動著。這種類型的變星包括光譜類別為F5-A0的次巨星或主序星，質量在1.5-2.5太陽質量之間，並且接近其核心氫融合生命的終點。它們的脈動與赫羅圖上的經典造父變星相同，與氦不穩定帶有關。盾牌座δ型變星位於不穩定帶與主序帶交匯處。
這顆恆星以大約92%的臨界速度旋轉，每天完成1.12次的自轉。這種速度使這顆恆星成為一顆扁球體的形狀，赤道凸起使赤道半徑比極半徑大24%。這種形狀導致極地區域的溫度高於赤道，溫差約為1,000K。旋轉軸與地球的視線傾斜約20°。
王良一曾經被認為是一顆光譜聯星，有一顆微弱的伴星以27的軌道週期繞其運轉；但現在它被認為是一顆單獨的恆星。